# 児玉九一
児玉 九一（こだま きゅういち / くいち、1893年8月3日 - 1960年5月23日）は、日本の内務官僚。県知事、厚生次官、中国地方総監。

## 経歴
山口県出身。陸軍大将・児玉源太郎の七男として生まれる。
1912年に東京高等師範学校附属中学校（現・筑波大学附属中学校・高等学校）を卒業。第一高等学校を経て、1919年、東京帝国大学法学部政治学科を卒業。1918年10月、高等試験行政科試験に合格。1919年、内務省に入り地方局属となる。
以後、静岡県志太郡長、静岡県警視、内務事務官、復興局事務官、内閣総理大臣秘書官、鉄道省事務官、内務書記官、神社局総務課長、兼造神宮使庁主事、大臣官房会計課長などを歴任。
1936年9月、島根県知事となり、以後、内務省神社局長兼造神宮副使、福岡県知事、愛知県知事、厚生次官、東京都次長などを歴任。
1945年8月、中国地方総監・大塚惟精が原爆投下により被爆死したため、その後任に就任。1945年10月11日から同月27日までの16日間、広島県知事を兼任した。同年10月31日、地方総監府の廃止により失職。その後、中国地方行政事務局長 や新宿御苑保存協会副会長などを務めた。
内務省神社局長時代は明治神宮外苑競技場の改築案（未遂）に、戦後の明治神宮外苑管理部長時代は国立競技場建設に、それぞれ周囲の景観を守るよう訴えた。
1960年5月23日死去。享年66。

## 栄典
- 1930年（昭和5年）12月5日 - 帝都復興記念章[5]
- 1940年（昭和15年）8月15日 - 紀元二千六百年祝典記念章[6]

## 親族
- 長兄 児玉秀雄（貴族院議員・伯爵）
- 三兄 児玉友雄（陸軍中将）
- 義父 大森鍾一（貴族院議員・男爵）

## 著作
- 『神社行政』自治行政叢書 第1巻、常盤書房、1934年。